# Darkstep
Darkstep je hudební styl. Jedná se o specifické označení a název pro temný, tvrdý drum and bass. Populárním se stal na konci devadesátých let. Je charakteristický silnými bubny. Dnes je proslaven již kultovními Therapy Session pořádanými po celém světě.[zdroj?]

## Umělci
- Technical Itch
- Current Value
- DJ Darkstep
- Metalheadz
- Limewax
- Counterstrike
- Forbidden Society
- 3RDKND